# Glaucocharis microdora
Glaucocharis microdora là một loài bướm đêm trong họ Crambidae.